# رضا بانگیز
رضا بانگیز (زاده ۱۳۱۶ در تهران)
نقاش، هنرمند چاپگر و مجسمه‌ساز نوگرای ایرانی است.

## زندگی‌نامه
رضا بانگیز هنرمند نقاش، چاپگر و مجسمه‌ساز متولد سال ۱۳۱۶ تهران است. او که ورودی دومین دوره هنرستان هنرهای زیبای پسران تهران است، آموزش‌های اولیه را زیر نظر هانیبال الخاص و مارکو گریگوریان دیده و در حوزه چاپ با لینو متأثر از مارکو گریگوریان بوده‌است. بانگیز در هنرستان هنرهای زیبای پسران تهران با هنرمندانی همچون مهدی حسینی، حسین زنده رودی، مسعود عربشاهی و فرامرز پیلارام همدوره بوده‌است.
بانگیز دارای مدرک درجه ۱ هنری معادل دکترای هنر است.
اخذ بورس مطالعات هنری انگلیس، بورس مطالعات هنری پاریس، بورس مطالعات هنری اروپا در کارنامه فعالیت بانگیز دیده می‌شوند. این هنرمند در جشنواره‌ها، دوسالانه‌ها و نمایشگاه‌های داخلی و خارجی بسیار شرکت داشته و جوایز و تقدیرنامه‌های بسیاری را نیز دریافت کرده‌است. رضا بانگیز سابقهٔ تدریسِ طراحی و نقاشی در دانشکده‌های هنر و معماری، آزاد اسلامی و الزهرا را دارد. آثار رضا بانگیز، چه در قالب نقاشی و چه مجسمه، همه بیانی روایی دارند و داستانی ساده را که از جهان پیرامون او نشأت گرفته بازگو می‌کنند. او راوی اساطیر و افسانه‌هاست و روایتی شخصی و منحصر به‌فرد از آنها ارایه می‌دهد.
وی از شناخته شده ترین هنرمندان ایرانی است که بیشتر به کارهای سیاه و سفیدش شناخته می شودو سبکِ شخصیِ او، در هنرهای دیداری ایران شهرت قابل توجهی دارد. او در پس زمینه های سیاه و سفید کارهایش در فضایی که بیشتر به تصویرسازی شباهت دارد با خطوطی ساده آدم ها را تصویر می کند. بانگیز حتی در کارهایی که فضایی انتزاعی تر دارند نیز به همین سادگی کار می کند، اشکال هندسی با همان رنگ های سیاه و سفید همیشگی نگاه بانگیز، فضای انتزاعی را نشان می دهد. موضوع اکثر آثار بانگیز از دل اجتماع و داستان های فولکلور گرفته شده و می شود در آثار او مردم کوچه و بازار و داستان های عاشقانه ای چون لیلی و مجنون را دید.

## فعالیت‌ها
- شرکت در نمایشگاه‌های بین‌المللی توکیو، بلژیک، پاریس، عربستان، ارمنستان، زاگرب، آمریکا، استانبول، فرانسه
- شرکت در تمامی بی‌ینال‌های تهران و آسیا
- انجام دو تابلوی نقش برجسته در متروی تهران
- انجام کارهای سفالی در موزه پورت اسموت آمریکا، ویرجینیا[۱۵][۱۶]

## جوایز
- نشان درجه یک هنر ایران
- برنده بی‌ینال دوم (مدال زرین)
- برنده بی‌ینال سوم[۱۷]